# A Zack és Cody élete epizódjainak listája
A Zack és Cody életének epizódjai a Zack és Cody élete című sorozat epizódjainak listája.

## Évadok áttekintése
| Évad | Évad | Epizódok | Eredeti sugárzás  | Eredeti sugárzás    | Magyar sugárzás      | Magyar sugárzás  |
| Évad | Évad | Epizódok | Évadpremier       | Évadfinálé          | Évadpremier          | Évadfinálé       |
| ---- | ---- | -------- | ----------------- | ------------------- | -------------------- | ---------------- |
|      | 1    | 26       | 2005. március 18. | 2006. január 27.    | 2009. szeptember 19. | 2010. április 1. |
|      | 2    | 39       | 2006. február 3.  | 2007. június 2.     | 2010. február 6.     | 2011. július 22. |
|      | 3    | 22       | 2007. június 23.  | 2008. szeptember 1. | 2014. január 30.     | N/A              |

## 1. évad (2005-2006)
| Epizód száma | Eredeti cím                     | Magyar cím                        | Rendezte            | Írta                                  | Amerikai bemutató    |
| ------------ | ------------------------------- | --------------------------------- | ------------------- | ------------------------------------- | -------------------- |
| 1/1          | "Hotel Hangout"                 | "Hotel-odú"                       | Rich Correll        | Jeny Quine                            | 2005. március 18.    |
| 2/2          | "The Fairest of Them All"       | "A legtisztességesebb mind közül" | Rich Correll        | Valerie Ahern & Christian McLaughlin  | 2005. március 18.    |
| 3/3          | "Maddie Checks In"              | "Maddie lakosztálya"              | Rich Correll        | Danny Kallis & Jim Geoghan            | 2005. március 25.    |
| 4/4          | "Hotel Inspector"               | "Szálloda ellenőr"                | Henry Chan          | Marc Flanagan                         | 2005. április 1.     |
| 5/5          | "Grounded on the 23rd Floor"    | "A huszonharmadik emelet"         | Lee Shallat-Chemel  | Danny Kallis & Jim Geoghan            | 2005. április 8.     |
| 6/6          | "The Prince & The Plunger"      | "Csőszerelő és királyfi"          | Andrew Tsao         | Adam Lapidus                          | 2005. április 15.    |
| 7/7          | "Footloser"                     | "Kétballábas"                     | Rich Correll        | Bill Freiberger                       | 2005. április 22.    |
| 8/8          | "A Prom Story"                  | "Bál sztori"                      | Jim Drake           | Jeny Quine                            | 2005. május 6.       |
| 9/9          | "Band in Boston"                | "Zenekar Bostonban"               | Rich Correll        | Billy Riback                          | 2005. május 20.      |
| 10/10        | "Cody Goes to Camp"             | "Cody táborba megy"               | Rich Correll        | Jim Geoghan                           | 2005. június 6.      |
| 11/11        | "To Catch a Thief"              | "Tolvaj fogás"                    | Jeff McCracken      | Ross Brown                            | 2005. június 18.     |
| 12/12        | "It's a Mad, Mad, Mad Hotel"    | "Elmebeteg szálloda"              | Lex Passaris        | Howard Nemetz                         | 2005. július 17.     |
| 13/13        | "Poor Little Rich Girl"         | "Szegény kis gazdag lány"         | Dana deVally Piazza | Lloyd Garver                          | 2005. július 22.     |
| 14/14        | "Cookin' with Romeo and Juliet" | "Főzőcske Rómeóval és Júliával"   | Jim Drake           | Jeny Quine & Adam Lapidus             | 2005. július 22.     |
| 15/15        | "Rumors"                        | "Pletykák"                        | Rich Correll        | Bernadette Luckett                    | 2005. augusztus 14.  |
| 16/16        | "Big Hair & Baseball"           | "Nagy haj és baseball"            | Rich Correll        | Pamela Eells O'Connell                | 2005. augusztus 28.  |
| 17/17        | "Rock Star in the House"        | "Rocksztár a házban"              | Kelly Sandefur      | Jeny Quine & Howard Nemetz            | 2005. szeptember 18. |
| 18/18        | "Smart & Smarterer"             | "Okos és okosabbító"              | Rich Correll        | Danny Kallis & Adam Lapidus           | 2005. október 10.    |
| 19/19        | "The Ghost of Suite 613"        | "A 613-as szoba szelleme"         | Rich Correll        | Danny Kallis & Jim Geoghan            | 2005. október 14.    |
| 20/20        | "Dad's Back"                    | "Apuci visszajött"                | Rich Correll        | Jim Geoghan                           | 2005. november 26.   |
| 21/21        | "Christmas at the Tipton"       | "Karácsony a Tiptonban"           | Danny Kallis        | Danny Kallis & Jim Geoghan            | 2005. december 10.   |
| 22/22        | "Kisses & Basketball"           | "Csókok és kosárlabda"            | Lex Passaris        | Danny Kallis & Jim Geoghan            | 2006. január 1.      |
| 23/23        | "Pilot Your Own Life"           | "Irányítsd az életed"             | Lee Shallat-Chemel  | Danny Kallis                          | 2006. január 6.      |
| 24/24        | "Crushed"                       | "Összetörve"                      | Rich Correll        | Pamela Eells O'Connell & Adam Lapidus | 2006. január 13.     |
| 25/25        | "Commercial Breaks"             | "Reklámszünetek"                  | Rich Correll        | Danny Kallis                          | 2006. január 20.     |
| 26/26        | "Boston Holiday"                | "Bostoni herceg"                  | Lex Passaris        | Pamela Eells O'Connell                | 2006. január 27.     |

## 2. évad: 2006/2007
| Epizód száma | Eredeti cím                              | Magyar cím                                | Rendezte         | Írta                                  | Amerikai bemutató    | Magyar bemutató      |
| ------------ | ---------------------------------------- | ----------------------------------------- | ---------------- | ------------------------------------- | -------------------- | -------------------- |
| 27/1         | "Odd Couples"                            | "Furcsa párok"                            | Danny Kallis     | Adam Lapidus                          | 2006. február 3.     | 2010. február 6.     |
| 28/2         | "French 101"                             | "Francia egyszer egy"                     | Rich Correll     | Jim Geoghan                           | 2006. február 10.    | 2010. február 13.    |
| 29/3         | "Day Care"                               | "Óvoda"                                   | Jim Drake        | Jeff Hodsden                          | 2006. február 17.    | 2010. február 20.    |
| 30/4         | "Heck's Kitchen"                         | "Heck konyhája"                           | Rich Correll     | Pamela Eells O'Connell                | 2006. február 24.    | 2010. február 27.    |
| 31/5         | "Free Tippy"                             | "Szabadítsd ki Tippy-t!"                  | Rich Correll     | Jeny Quine                            | 2006. március 3.     | 2010. március 6.     |
| 32/6         | "Forever Plaid"                          | "Összhangban"                             | Jim Drake        | Tim Pollock                           | 2006. március 20.    | 2010. március 13.    |
| 33/7         | "Election"                               | "Választások"                             | Rich Correll     | Howard Nemetz                         | 2006. március 21.    | 2010. március 20.    |
| 34/8         | "Moseby's Big Brother"                   | "Moseby bátyja"                           | Rich Correll     | Howard Nemetz                         | 2006. március 22.    | 2010. április 10.    |
| 35/9         | "Books & Birdhouses"                     | "Könyvek és madárházak"                   | Rich Correll     | Jim Geogan                            | 2006. március 23.    | 2010. április 24.    |
| 36/10        | "Not So Suite 16"                        | "Nem túl keserű, édes 16 éves buli"       | Rich Correll     | Adam Lapidus                          | 2006. március 24.    | 2010. május 29.      |
| 37/11        | "Twins at the Tipton"                    | "Ikrek a Tiptonban"                       | Rich Correll     | Pamela Eells O'Connell                | 2006. március 31.    | 2010. június 5.      |
| 38/12        | "Neither a Borrower nor a Speller Bee"   | "Kölcsönt ne adj, ne betűzz!              | Lex Passaris     | Lloyd Garver                          | 2006. április 14.    | 2010. június 19.     |
| 39/13        | "Bowling"                                | "Bowling"                                 | Rich Correll     | Danny Kallis                          | 2006. április 28.    | 2010. július 24.     |
| 40/14        | "Kept Man"                               | "Akire vigyázunk"                         | Jim Drake        | Jeff Hodsden & Tim Pollock            | 2006. május 19.      | 2010. augusztus 21.  |
| 41/15        | "The Suite Smell of Excess"              | "A kicsapongás édes, hotelélet illata"    | Kelly Sandefur   | Billy Riback                          | 2006. június 2.      | 2010. szeptember 11. |
| 42/16        | "Going for the Gold"                     | "Irány az arany"                          | Rich Correll     | Adam Lapidus                          | 2006. június 10.     | 2010. október 23.    |
| 43/17        | "Boston Tea Party"                       | "Bostoni teadélután"                      | Rich Correll     | Pamela Eells O'Connell                | 2006. június 30.     | 2010. november 29.   |
| 44/18        | "Have a Nice Trip"                       | "Kellemes kirándulás"                     | Rich Correll     | Jeny Quine                            | 2006. július 7.      | 2010. december 3.    |
| 45/19        | "Ask Zack"                               | "Kérdezd Zacket"                          | Eric Dean Seaton | Billy Riback                          | 2006. július 15.     | 2011. január 18.     |
| 46/20        | "That's So Suite Life of Hannah Montana" | "Hannah Montana édes élete a szállodában" | Rich Correll     | Howard Nemetz                         | 2006. július 28.     | 2010. szeptember 18. |
| 47/21        | "What the Hey?"                          | "Levanszia"                               | Lex Passaris     | Danny Kallis                          | 2006. augusztus 5.   | 2011. január 27.     |
| 48/22        | "A Midsummer's Nightmare"                | "Szentivánéji rémálom"                    | Lex Passaris     | Jeny Quine                            | 2006. augusztus 11.  | 2010. május 29.      |
| 49/23        | "Lost in Translation"                    | "Fordításban elveszve"                    | Rich Correll     | Danny Kallis                          | 2006. augusztus 19.  | 2011. január 15.     |
| 50/24        | "Volley Dad"                             | "Röpapa"                                  | Kelly Sandefur   | Adam Lapidus                          | 2006. szeptember 8.  | 2011. február 1.     |
| 51/25        | "Loosely Ballroom"                       | "Táncverseny"                             | Rich Correll     | Jeny Quine                            | 2006. szeptember 22. | 2011. február 22.    |
| 52/26        | "Scary Movie"                            | "Rémfilm"                                 | Rich Correll     | Pamela Eells O'Connell                | 2006. október 13.    | 2011. február 8.     |
| 53/27        | "Ah! Wilderness!"                        | "A vadon"                                 | Rich Correll     | Danny Kallis & Jim Geoghan            | 2006. november 10.   | 2010. december 8.    |
| 54/28        | "Birdman of Boston"                      | "Bostoni madárember"                      | Rich Correll     | Jim Geoghan                           | 2006. november 24.   | 2011. március 1.     |
| 55/29        | "Nurse Zack"                             | "Zack nővér"                              | Rich Correll     | Danny Kallis                          | 2006. december 8.    | 2011. március 15.    |
| 56/30        | "Club Twin"                              | "Iker klub"                               | Lex Passaris     | Howard Nemetz                         | 2007. január 7.      | 2011. március 22.    |
| 57/31        | "Risk It All"                            | "Kockáztass"                              | Rich Correll     | Danny Kallis & Jim Geoghan            | 2007. január 27.     | 2011. március 29.    |
| 58/32        | "A Nugget of History"                    | Történelem Dióhéjban                      | Danny Kallis     | Dan Signer                            | 2007. február 23.    | 2011. július 1.      |
| 59/33        | "Miniature Golf"                         | "Minigolf"                                | Jim Drake        | Jeny Quine                            | 2007. március 2.     | 2011. május 20.      |
| 60/34        | "Health and Fitness"                     | Szépség és egészség                       | Rich Correll     | Howard Nemetz                         | 2007. március 16.    | 2011. július 1.      |
| 61/35        | "Back in the Game"                       | "Újra játékban"                           | Rich Correll     | Pamela Eells O'Connell & Adam Lapidus | 2007. április 6.     | 2011. január 7.      |
| 62/36        | "The Suite Life Goes Hollywood, part 1"  | "A szálloda Hollywoodba megy 1. rész"     | Rich Correll     | Danny Kallis & Jim Geoghan            | 2007. április 20.    | 2011. július 8.      |
| 63/37        | "The Suite Life Goes Hollywood, part 2"  | "A szálloda Hollywoodba megy 2. rész"     | Rich Correll     | Danny Kallis & Jim Geoghan            | 2007. április 20.    | 2011. július 8.      |
| 64/38        | "I Want My Mummy"                        | "A múmiámat akarom"                       | Phill Lewis      | Pamela Eells O'Connell                | 2007. május 18.      | 2011. július 15.     |
| 65/39        | "Aptitude"                               | "Rátermetség"                             | Danny Kallis     | Adam Lapidus                          | 2007. június 2.      | 2011. július 22.     |

## 3. évad: 2007/2008
| Epizód száma | Eredeti cím                     | Magyar cím                       | Rendezte     | Írta                                  | Amerikai bemutató    | Magyar bemutató  |
| ------------ | ------------------------------- | -------------------------------- | ------------ | ------------------------------------- | -------------------- | ---------------- |
| 66/1         | "Graduation"                    | A diploma                        | Rich Correll | Adam Lapidus & Danny Kallis           | 2007. június 23.     | 2014. január 30. |
| 67/2         | "Summer of Our Discontent"      | Az elégedetlenségünk nyara       | Rich Correll | Dan Signer                            | 2007. június 30.     |                  |
| 68/3         | "Sink or Swim"                  | Úszni vagy elsüllyedni           | Rich Correll | Jeny Quin & Dan Signer                | 2007. július 8.      | 2014. január 31. |
| 69/4         | "Super Twins"                   | A szuper ikrek                   | Rich Correll | Jim Geoghan                           | 2007. július 13.     | 2014. január 31. |
| 70/5         | "Who's the Boss?"               | Ki a főnök?                      | Rich Correll | Adam Lapidus & Danny Kallis           | 2007. július 22.     |                  |
| 71/6         | "Baggage"                       | A csomag                         | Rich Correll | Pamela Eells O'Connell & Jim Geoghan  | 2007. július 22.     | 2014. január 30. |
| 72/7         | "Sleepover Suite"               | "Ottalvós lakosztály"            | Danny Kallis | Adam Lapidus                          | 2007. július 28.     |                  |
| 73/8         | "The Arwin That Came to Dinner" | Arwin vacsorája                  | Rich Correll | Jeny Quine                            | 2007. augusztus 5.   |                  |
| 74/9         | "Lip Synchin' in the Rain"      | Rúzs az esőben                   | Rich Correll | Danny Kallis & Dan Signer             | 2007. augusztus 12.  |                  |
| 75/10        | "First Day of High School"      | Az első nap a Gimiben            | Lex Passaris | Howard Nemetz                         | 2007. augusztus 26.  |                  |
| 76/11        | "Of Clocks and Contracts"       | Órák és szerződések              | Rich Correll | Tim Pollock                           | 2007. szeptember 15. |                  |
| 77/12        | "Arwinstein"                    | Arwinstein                       | Rich Correll | Pamela Eells O'Connell                | 2007. szeptember 30. |                  |
| 78/13        | "Team Tipton"                   | A Tipton csapat                  | Rich Correll | Howard Nemetz                         | 2007. október 27.    |                  |
| 79/14        | "Orchestra"                     | A Zenekar                        | Rich Correll | Jeff Hodsden                          | 2007. november 10.   |                  |
| 80/15        | "A Tale of Two Houses"          | Két ház meséje                   | Rich Correll | Jim Geoghan                           | 2007. november 17.   |                  |
| 81/16        | "Tiptonline"                    | Tipton az interneten             | Rich Correll | Dan Signer                            | 2007. december 15.   |                  |
| 82/17        | "Foiled Again"                  | Ellentétek                       | Danny Kallis | Billy Riback                          | 2008. február 1.     |                  |
| 83/18        | "Romancing the Phone"           | A telefonos románc               | Rich Correll | Danny Kallis & Pamela Eells O'Connell | 2008. április 19.    |                  |
| 84/19        | "Benchwarmers"                  | A baseballcsapat                 | Jim Drake    | Danny Kallis                          | 2008. július 19.     |                  |
| 85/20        | "Doin' Time in Suite 2330"      | A 2330-as lakosztály             | Rich Correll | Jeny Quine & Adam Lapidus             | 2008. augusztus 9.   |                  |
| 86/21        | "Let Us Entertain You"          | Szórakoztatás                    | Rich Correll | Danny Kallis & Pamela Eells O'Connell | 2008. augusztus 16.  |                  |
| 87/22        | "Mr. Tipton Comes to Visit"     | Mr. Tipton látogatása a Tiptonba | Lex Passaris | Jim Geoghan                           | 2008. szeptember 1.  |                  |